# 伊格萊特 (密蘇里州)
伊格萊特（英語：Eaglette）是位於美國密蘇里州斯托達德縣的鬼鎮。

## 歷史
伊格萊特的郵局於1904年設立，其後於1909年停運。

## 地理
伊格萊特所處的海拔為高於海平面105米（即344英呎），而該地所採用的時區為UTC-6，即北美中部時區（CST）。同時該地設有夏令時間，為UTC-6調快一小時，即UTC-5（CDT）。